# Toma Bašić
Toma Bašić (Zagreb, 25 de noviembre de 1996) es un futbolista croata que juega de centrocampista en la S. S. Lazio de la Serie A.

## Trayectoria
Bašić comenzó su carrera deportiva en el Hajduk Split en 2014, equipo en el que permaneció hasta 2018, quitando la temporada 2014-15 en la que estuvo cedido en el NK Rudeš. Con el Hajduk Split debutó el 10 de agosto de 2015, en un partido frente a la Lokomotiva de Zagreb.

### Girondins de Burdeos
En 2018 fichó por el Girondins de Burdeos de la Ligue 1.
Tras tres años en el fútbol francés, en agosto de 2021 llegó a la S. S. Lazio. Allí permaneció dos temporadas y media antes de ser prestado en enero de 2024 a la U. S. Salernitana 1919 hasta el mes de junio.

## Selección nacional
Fue internacional sub-19 y sub-21 con la selección de fútbol de Croacia. El 11 de noviembre de 2020 debutó con la absoluta en un amistoso ante Turquía que finalizó en empate a tres.

## Clubes
| Club                            | País    | Año       |
| ------------------------------- | ------- | --------- |
| H. N. K. Hajduk Split           | Croacia | 2014-2018 |
| N. K. Rudeš (cedido)            | Croacia | 2014-2015 |
| F. C. Girondins de Burdeos      | Francia | 2018-2021 |
| S. S. Lazio                     | Italia  | 2021-     |
| U. S. Salernitana 1919 (cedido) | Italia  | 2024      |